# Zolotarewskya longicostalia
Zolotarewskya longicostalia är en stekelart som beskrevs av Yang 1996. Zolotarewskya longicostalia ingår i släktet Zolotarewskya och familjen puppglanssteklar. Inga underarter finns listade i Catalogue of Life.